# Воница
Воница је град у Акарнанији. Налази се насупрот раскрснице на улазу у заљев Амбракије — насупрот Превези, која га повезује са подводним тунелом.
Име му је словенско, са две верзије свог порекла - промењено боj/Бојник/Бојњице или воj/Војвода/Војница, али од вода/Во(д)ница. 